# Groń (675 m)
Groń (675 m) – szczyt Pienin Czorsztyńskich położony na północ od grani głównej tych gór, tuż nad wsią Tylka (obecnie jest to część Krościenka nad Dunajcem w województwie małopolskim, w powiecie nowotarskim, gminie Krościenko nad Dunajcem). Stanowi zakończenie grzbietu, który odbiega na północ od Łączanej poprzez Średni Groń do Gronia. Grzbiet ten oddziela dolinę Białego Potoku od doliny jego dopływu – Zagrońskiego Potoku.
Groń znajduje się w Pienińskim Parku Narodowym. Jest porośnięty lasem, ale u jego opadających do koryta Zagrońskiego Potoku południowo-wschodnich podnóży jest polana Zagroń.
Nazwa groń pochodzi od Wołochów i jest często spotykana w Karpatach w różnych językach. W języku rumuńskim grui oznacza „szczyt”. W gwarze podhalańskiej groń oraz w gwarze górali śląskich gruń to „wyniosły brzeg rzeki lub potoku”.
Na mapie Geoportalu są blisko siebie 2 szczyty o nazwie Groń na północnych stokach Pienin Czorsztyńskich. Józef Nyka proponuje dla odróżnienia ten położony bardziej na zachód nazywać Groniem Hałuszowskim (znajduje się nad Hałuszową).